# Baltisches Wappenbuch

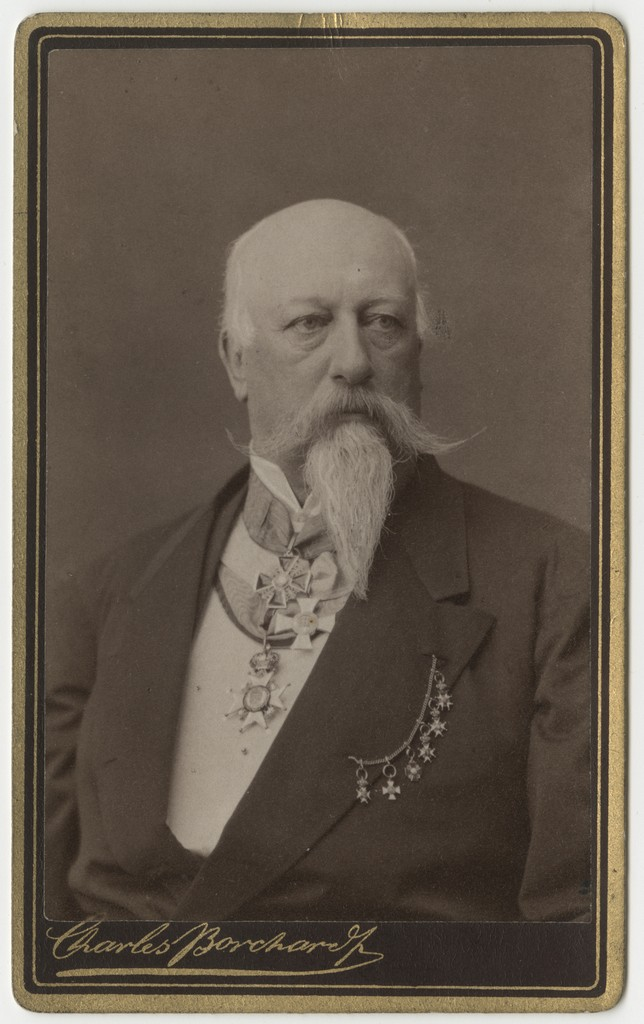
Carl Arvid von Klingspor

Das Baltische Wappenbuch umfasst die Wappensammlungen der Baltischen Ritterschaften von Livland, Estland, Kurland und Oesel. Das Wappenbuch wurde im Jahre 1882 von Carl Arvid Klingspor in Stockholm erarbeitet und herausgeben. Die zeichnerische Gestaltung der Wappen übernahm Adolf Matthias Hildebrandt.

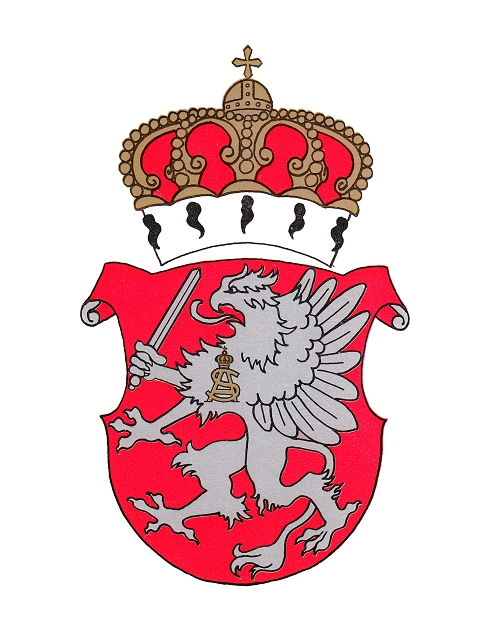
Wappen der Livländischen Ritterschaft
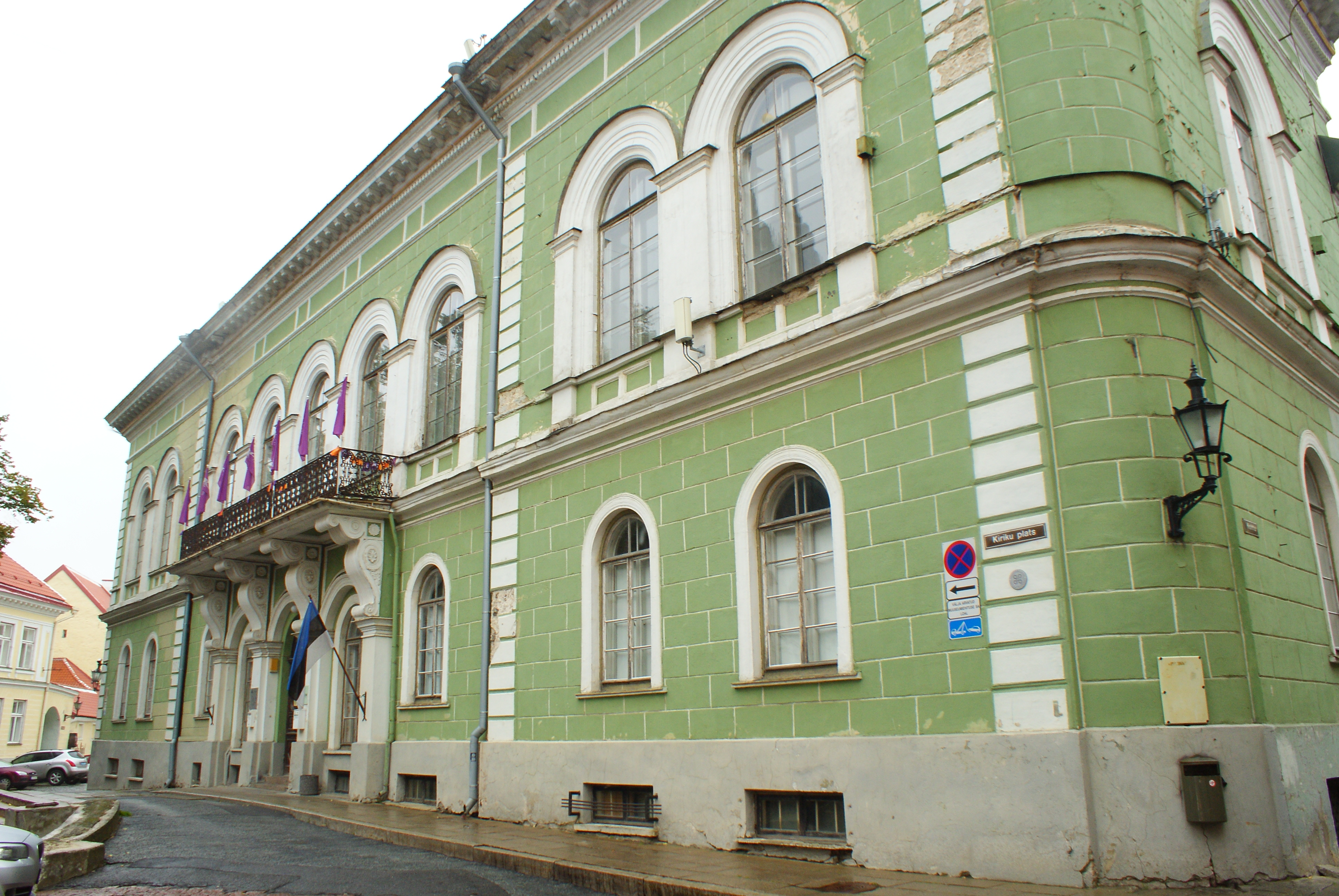
Ritterhaus der Estländischen Ritterschaft in Tallinn
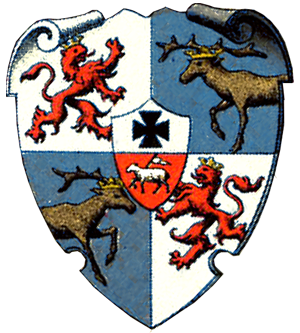
Wappen der Kurländischen Ritterschaft
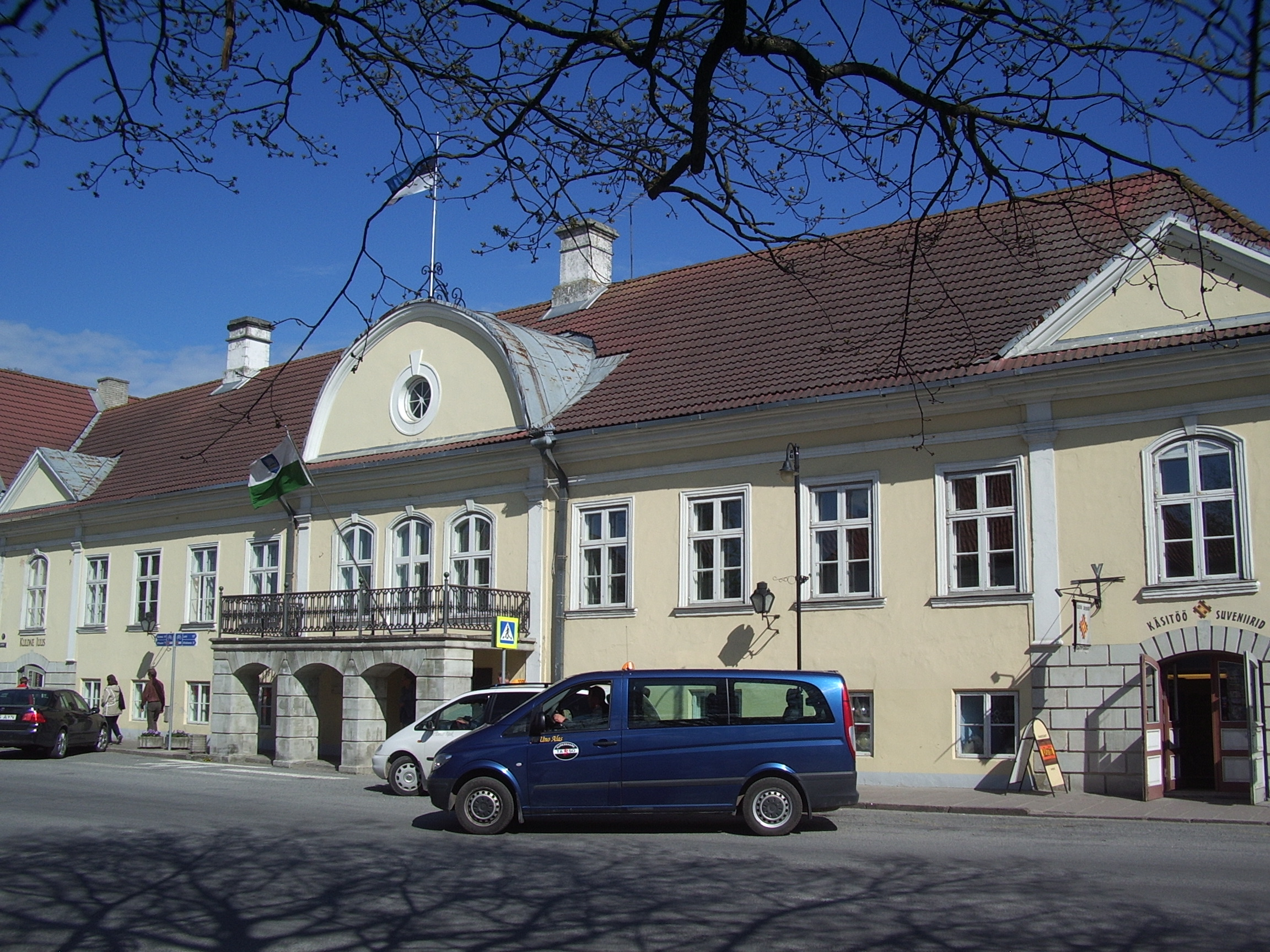
Ritterhaus der Öselschen Ritterschaft in Arensburg

## Geschichte

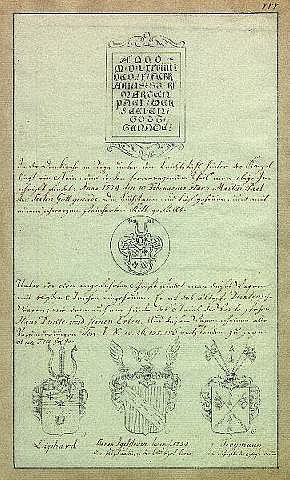
Auszug aus Johann Christoph Brotzkes Sammlung verschiedener Monumente (Grabstein und Wappen)

Die Baltischen Ritterschaften hatten für ihre Archive Wappenzeichnungen anfertigen lassen und Wappenschilde in ihren Ritterhäusern aufhängen lassen. Zuerst gab es nur veröffentlichte Wappenbücher der Kurländischen- und Estländischen Ritterschaft. Für die Livländische Ritterschaft gab es zwei Ausfertigungen von Wappenbüchern, die aber nicht veröffentlicht wurden, hierzu zählte das Wappenbuch von Anna Gertrude von Vegesack aus dem Jahre 1759 und das Livländische Wappenbuch des Altertumsforschers Johann Christoph Brotze. Da diese beiden Ausfertigungen aber nicht die strengen Auflagen der genealogischen und heraldischen Bestimmungen erfüllten wurden sie nicht publiziert. Johann Eberhard Neimbts hatte 1793 ein Wappenbuch des Kurländischen Adels herausgegeben, welches aber nicht fertiggestellt worden war. Im Jahre 1837 erschien das Estländische Wappenbuch von Paul Eduard Damier es enthielt 179 Wappen und war nach Aussage von Klingspor mit vielen Fehlern behaftet. In den Jahren 1840 – 1850 wurde unter der fachlichen Mitarbeit der Genealogischen Kommission im Jahr 1852 ein ediertes Wappenbuch von Ernst David Schabert herausgegeben. Es umfasste 320 Wappen, erfüllte aber nach Klingspor ebenfalls nicht die an sie gestellten Kriterien, enthielt mehrere Fehler und war stilistisch nicht einwandfrei.
Die Erstellung seines Wappenbuches, so unterstrich Klingspor, geschehe nicht nur aus rein organisatorischen Gründen, sondern:

„Das „Baltische Wappenbuch“ soll die Erinnerung beleben an die gemeinsame Vergangenheit der Baltischen Ritterschaften; es soll beitragen zur Kräftigung des Bewußtseins vielhundertjähriger Tradition! „Auch des Wappens nette Schilder“ vermögen diesem Zwecke in ihrer Weise zu dienen und in dieser Sitte sind sie nicht nur Unterscheidungszeichen, sondern auch Vereinigungszeichen“

## Gliederung
Inhaltsverzeichnis
Vorwort
1. Heraldische Einleitung

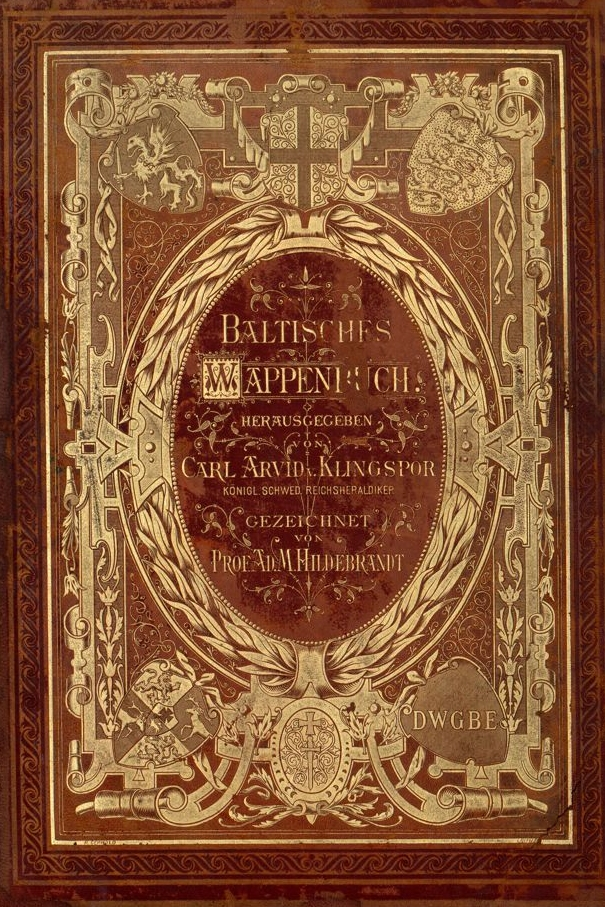
Vorderer Buchdeckel des Baltischen Wappenbuchs (1882)

2. Übersicht über die gegenwärtige Verfassung der Baltischen Ritterschaft
3. Notizen zur Geschichte und Vorgeschichte der Matrikel der Baltischen Ritterschaften
4. Gesetzliche Bestimmungen über die Aufnahme in die Ritterschaften und den Ausschluss aus denselben, die Berechtigung zur Führung von Titeln usw.
Anmerkung
Beilagen
I. Matrikel der Livländischen Ritterschaft
II. Matrikel der Estländischen Ritterschaft
III. Matrikel der Kurländischen Ritterschaft
IV. Matrikel der Oeselschen Ritterschaft
V. Verzeichnis derjenigen Geschlechter, deren Wappen in Schabert's Kurländischem Wappenbuche enthalten, in das Baltische Wappenbuch aber nicht aufgenommen werden konnten
VI. Verzeichnis der fehlenden Wappen
VII. Anhang, enthaltend das alphabetische Verzeichnis der Namen und Zunamen aller derjenigen Geschlechter, deren Wappen in diesem Wappenbuche enthalten sind, nebst Berichtigungen etc.